# Krzywy (szczyt)
Krzywy (646 m n.p.m.) – niewybitne wzniesienie w Paśmie Stożka i Czantorii w Beskidzie Śląskim.
Wzniesienie stanowi kulminację grzbietu odchodzącego od Wielkiej Czantorii w kierunku południowo-wschodnim i opadającego następnie w kierunku wschodnim ku dolinie Wisły nad Obłaźcem i Jawornikiem. Ma dwa wierzchołki; zachodni o nazwie Polanica (636 m) i wschodni – Krzywy. Wzniesienie to rozdziela doliny potoków: Jawornika na południu i Gahury na północy. Stok zachodni opada do Wisły.
W jego wschodnim zboczu, nad wylotem doliny Jawornika, znajduje się duży kamieniołom piaskowca.

## Przypisy

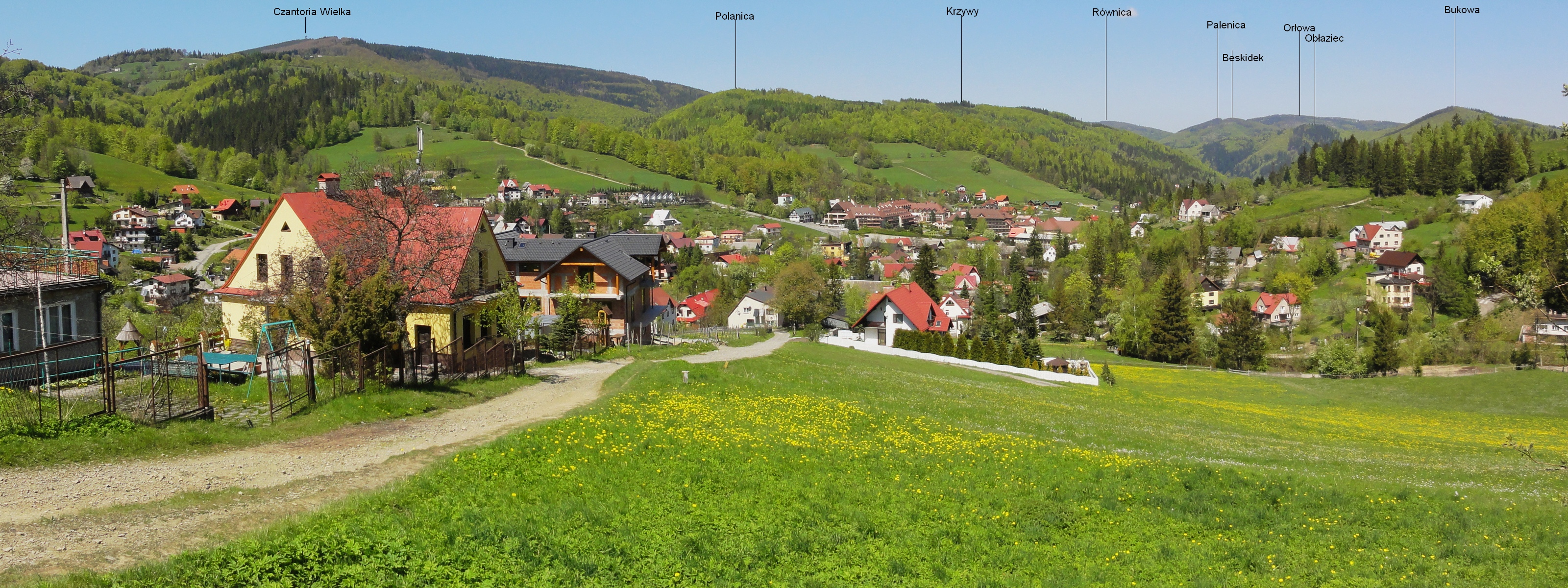
Widok od wschodu